# 沃基根鎮區 (伊利諾伊州萊克縣)
沃基根鎮區（英語：Waukegan Township）是位於美國伊利諾伊州萊克縣的一個行政鎮區。

## 地方資料
根據2010年美國人口普查的數據，沃基根鎮區的面積為55.30平方千米，當中陸地面積為54.50平方千米，而水域面積為0.80平方千米。當地共有人口89834人，而人口密度為每平方千米1,624.48人。